# Pieprznik szary

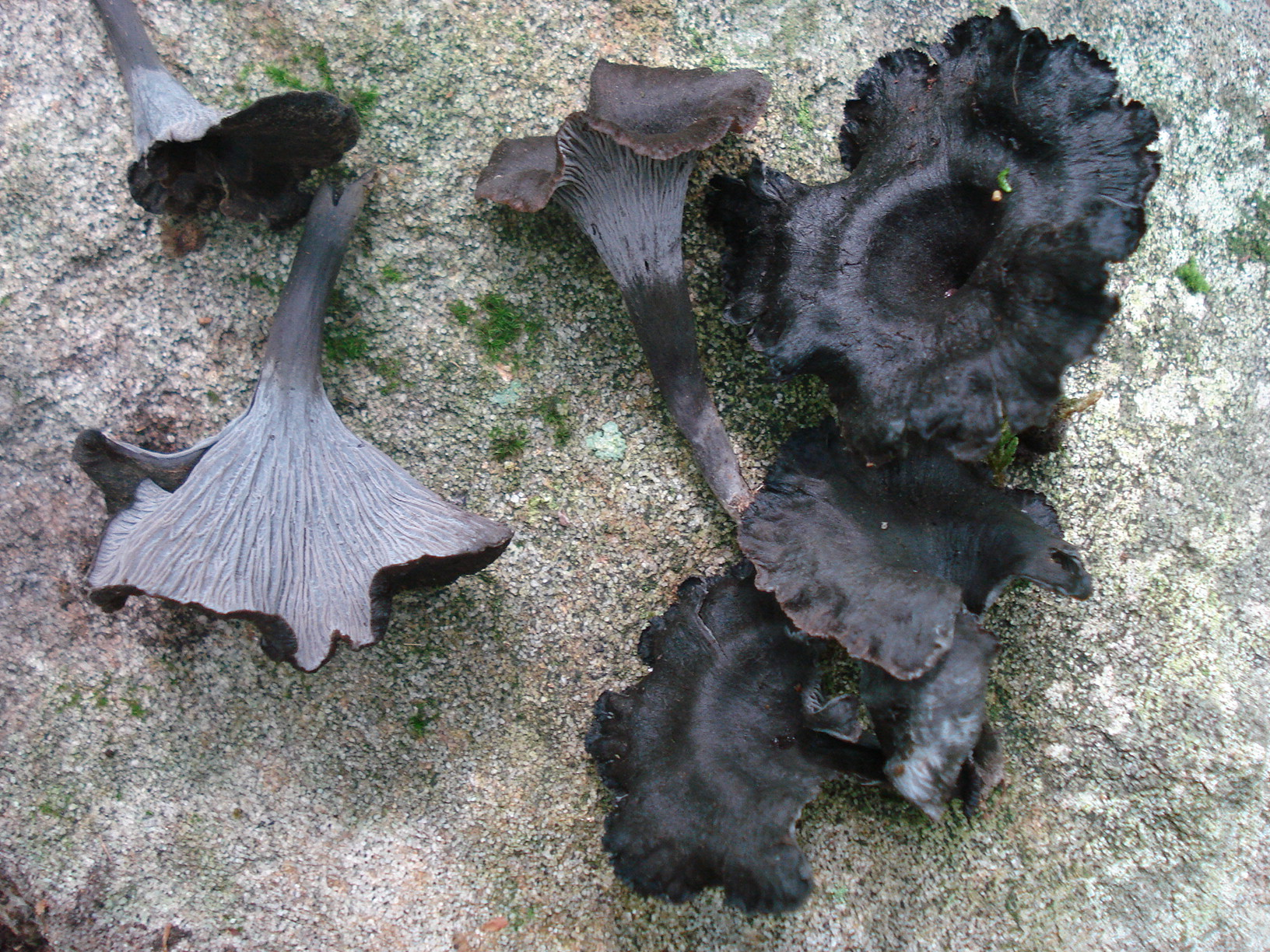

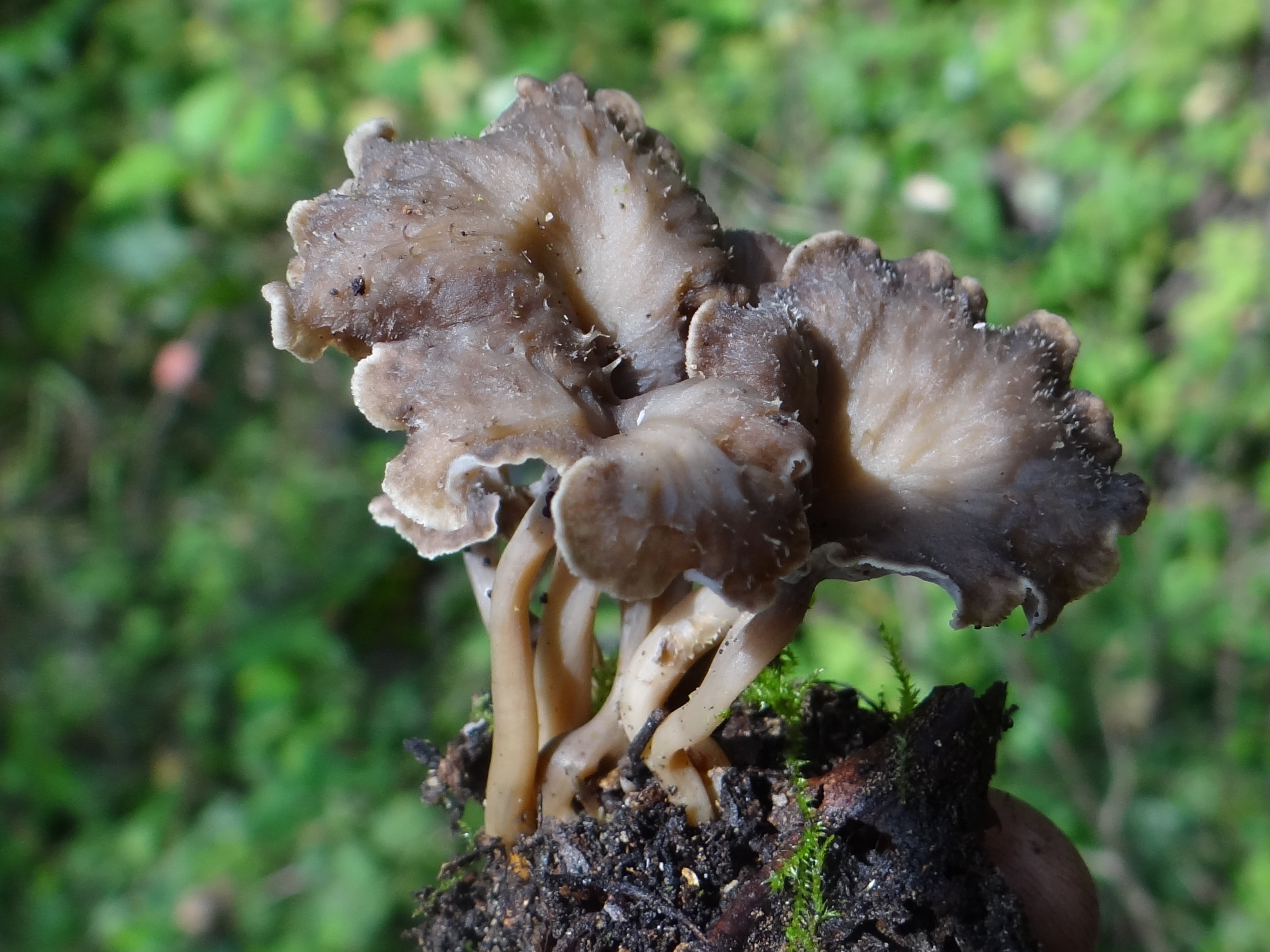
Lejkowniczek pełnotrzonowy

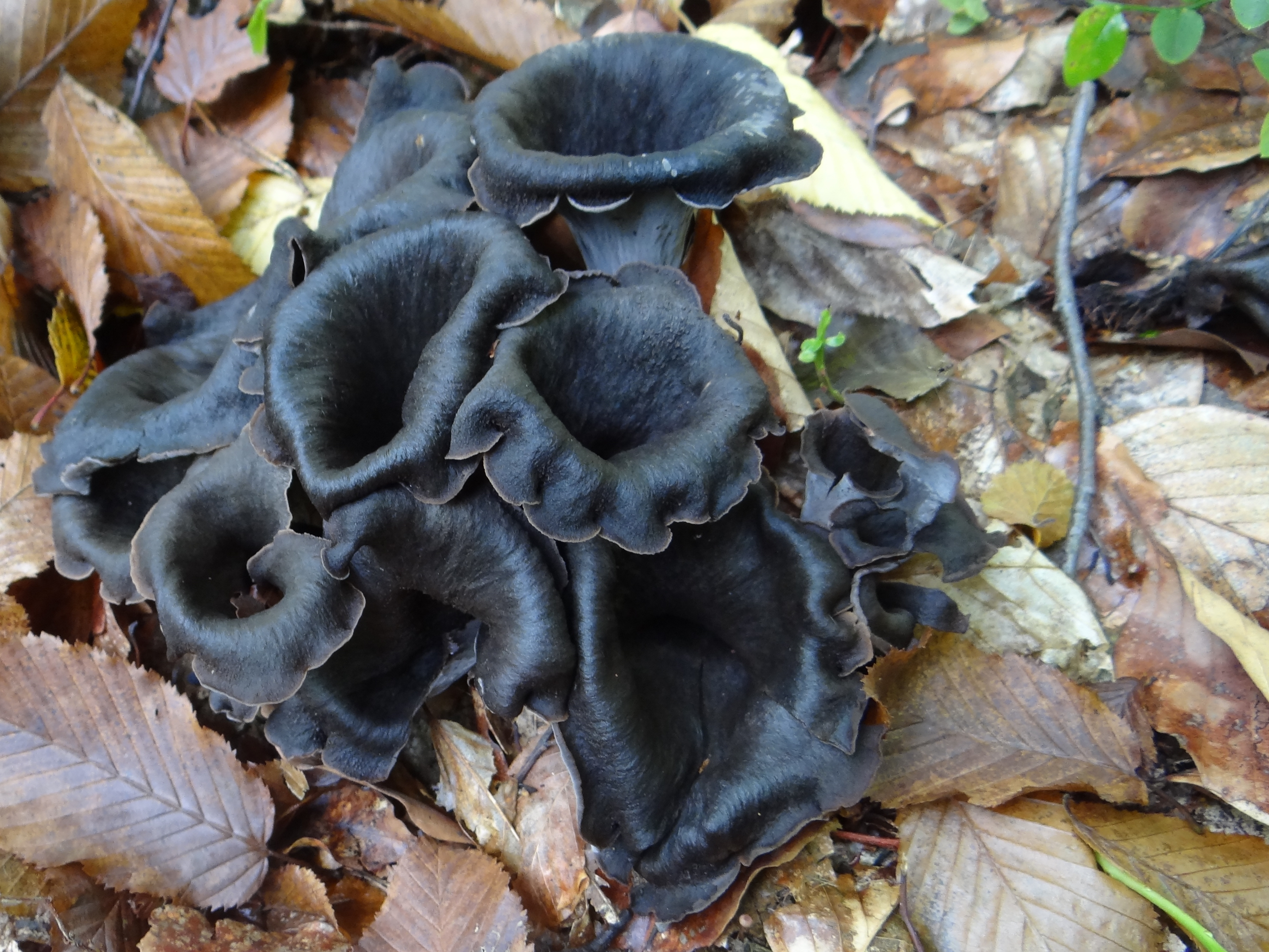
Lejkowiec dęty

Pieprznik szary (Cantharellus cinereus Pers:. Fr.) – gatunek grzybów z rodziny kolczakowate (Hydnaceae).

## Systematyka i nazewnictwo
Pozycja w klasyfikacji według Index Fungorum: Cantharellus, Hydnaceae, Cantharellales, Incertae sedis, Agaricomycetes, Agaricomycotina, Basidiomycota, Fungi. 
Po raz pierwszy zdiagnozował go w 1798 r. Christiaan Hendrik Persoon nadając mu nazwę Merulius cinereus. Obecną, uznaną przez Index Fungorum nazwę nadał mu Elias Fries w 1821 r.
Synonimów ma ponad 20.
Nazwę polską nadali Barbara Gumińska i Władysław Wojewoda w 1968 roku.

## Morfologia
Pieprznik szary zaliczany jest do tzw. grzybów wielkoowocnikowych. Część podziemna plechy, grzybnia, jest najczęściej niewidoczna, natomiast owocniki z podstawkami wykształcającymi zarodniki wyrastają ponad warstwę mchów na dnie lasu. Widać wyraźną granicę pomiędzy jasnymi listwami hymenoforu a ciemnoszarym trzonem.
Kapelusz
Średnica 2–6 cm, lejkowaty o nieregularnie faliście wygiętym brzegu. Ciemnoszara powierzchnia, pokryta drobnymi łuseczkami lub naga.
Hymenofor
Szary, w formie biało omszonych listewek podobnych do blaszek, rozwidlony i zbiegających nieraz prawie do nasady owocnika.
Trzon
Długości 3–8 cm, średnicy od 0,5 do 1 cm, szaro-brązowy, pusty w środku. Jaśniejszy od kapelusza.
Miąższ
Szarobrązowy do czarniawego, cienki, zazwyczaj elastyczny o owocowym dość mocnym (czasem niemiłym) zapachu i łagodnym smaku.
Wysyp zarodników
Kremowożółtawy lub biały, zarodniki 9–10 × 5–6 µm, eliptyczne, gładkie, wewnątrz często z jedną, dużą gutulą.

## Występowanie i siedlisko
Gatunek rzadki, występuje w Europie i na północy Ameryki Północnej.
Rośnie w lasach liściastych i iglastych, na żyznych glebach. Zwłaszcza w okolicy buczyny i dębów, często pośród mchów. Owocniki pojawiają się od lipca do października.

## Znaczenie
Gatunek mikoryzowy. Grzyb jadalny. 

## Gatunki podobne
- Lejkowiec dęty (Craterellus cornucopioides) – większy, brak listew lub listwy lekko pomarszczone, hymenium gładkie lub wzdłużnie żyłkowany[4].
- Lejkowniczek pełnotrzonowy (Pseudocraterellus undulatus) – nieregularnie kędzierzawy brzeg kapelusza i jasnoszare hymenium[4].

Pomylenie pieprznika jadalnego z którymkolwiek z innych gatunków pieprzników z punktu widzenia grzybiarzy nie ma znaczenia, gdyż wszystkie one są jadalne. Pieprznika szarego od góry trudno rozpoznać. Jasnoszare listwy na spodniej stronie kapelusza ułatwiają identyfikację gatunku.